# スターボー
スターボーは、1982年から1984年にかけて活動した女性3人組アイドルグループ。所属事務所は研音、所属レコード会社はポリドール。
スターボーとは星の虹（レインボーからの造語）という意味で「星の架け橋」という意味が込められているとされている。実際は違うが、グループ名の命名者は細野晴臣という設定であった。

## 経歴
1982年7月7日、「ハートブレイク太陽族」（作詞：松本隆、作曲：細野晴臣）でデビュー。当初の名義は宇宙三銃士 スターボー。太陽系第10惑星「スターボー」から脱出し、地球に「A・I（愛）」を伝えるためにやってきた性別不明の3人組アイドルという設定の下売り出された。ただし、ラジオ出演した際には「悪い地球人にさらわれた母親を探しに男装して来た」という発言（設定）も明かされている。
衣装は三銃士を意識した宇宙的なコスチューム、髪型も刈上げのテクノカット、また態度も無表情・無口と、徹底して性別不明で非人間的なイメージを演出して活動していた。デビュー当初、メンバーはそれぞれナカト、イマト、ヤエトと称していたが、全員の名前の語尾に「ト」が入るのは「男らしくするため」という理由があった。デビュー曲「ハートブレイク太陽族」もそのイメージ戦略は徹底しており、作曲者の細野が所属していたYMO色の強いテクノポップやニュー・ウェイヴ的なサウンドに、男目線で書かれた命令口調の歌詞のラブソングで、「なっちまう」の印象的なリフレインでよく知られている。またメンバーの歌唱法も意図的にドスの利いた野太い声で歌われ、男らしさをさらに際立たせていた。
しかし、「ハートブレイク太陽族」はオリコンシングルチャート最高98位と商業的に奮わなかった。一転して大幅なイメージチェンジ・路線変更を行い、1983年発売のシングル「たんぽぽ畑でつかまえて」（作詞：麻生香太郎、作曲・編曲：馬飼野康二）以降はキャンディーズを意識した普通の女性アイドルグループになった。メンバーも当時流行したいわゆる「聖子ちゃんカット」にフリフリの衣装となり、名前もナミ、ナギ、メグと変えた
ちなみに設定としては「A・I」が伝わり悪い地球人も居なくなり、さらわれた母親も無事だった事から正体を明かし本当の自分達に戻った、とされている。
その後、同年に唯一のアルバムとなる『STARBOW 1』をリリース。同年6月にリリースされたシングル「サマー・ラブ」（作詞・作曲：都志見隆）を最後に活動を終えた。後年、自身のラジオ番組で当グループを取り上げた福山雅治は、メンバーの一人（=IMATO・後述）が自身と同じ長崎県出身と知って感銘を受けたことを告白している。
「ハートブレイク太陽族」などの作詞を担当した松本隆はスターボーの商業的失敗について、2000年のインタビューで「全然記憶がない（笑）。多分ね、思い出したくない、早く忘れようっていう自己防衛本能が働いているんだよ。なにがどうなってああなっちゃったんだろう…（中略）…アルバムまで作ったのに売れないっていうのは相当なブラックホールに迷いこんだような、ま、悪夢です（笑）」と自嘲気味に述べている。
その後、「ハートブレイク太陽族」は、2013年8月28日にリリースされた朝の連続テレビ小説「あまちゃん」のコンピレーションアルバム「春子の部屋〜あまちゃん 80's HITS〜 ソニーミュージック編」（宮藤官九郎選曲）にも収録された。

## メンバー
- IMATO
後にNAGI（今里沙渚）に改名
本名は今里直子。1966年1月8日（59歳）生 長崎県出身
スターボー活動終了後は1987年頃まで今里直子名義で女優としてテレビドラマなどに出演していた。
1998年に地元の長崎に帰郷し、現在は諫早市内にてスナック「deux Gyan」(ドゥ・ギャン)を経営中[8]。
- NAKATO
後にNAMI（中里采路）に改名
本名は中里しのぶ。1965年11月22日（59歳）生 東京都出身
- YAETO
後にMEGU（渋谷めぐみ）に改名
本名は渋谷八重子。1964年12月20日（60歳）生 埼玉県出身

## ディスコグラフィ
- 全てのシングル・アルバムはポリドールからリリースされた。

- 唯一のアルバムである『STARBOW 1』はLP盤A面が「ハートブレイク太陽族」を収録したテクノサイド、B面は「たんぽぽ畑でつかまえて」を収録したアイドルサイドとなっており、まったく音楽性の違う楽曲が一枚に収録されているのが特徴である。1999年と2006年にはCDで再発された。特に2006年版は、このアルバムリリース後にシングルで発売された「サマー・ラブ」など未収録曲もボーナストラックとして収録され、スターボーの全音源を網羅している。

### シングル
| # | 発売日         | A/B面 | タイトル                | 作詞       | 作曲       | 編曲       | 規格品番 |
| - | -------------- | ----- | ----------------------- | ---------- | ---------- | ---------- | -------- |
| 1 | 1982年 7月7日  | A面   | ハートブレイク太陽族    | 松本隆     | 細野晴臣   | 細野晴臣   | 7DX-1180 |
| 1 | 1982年 7月7日  | B面   | TOKYOベイ・ブルース     | 松本隆     | 細野晴臣   | 細野晴臣   | 7DX-1180 |
| 2 | 1983年 2月25日 | A面   | たんぽぽ畑でつかまえて  | 麻生香太郎 | 馬飼野康二 | 馬飼野康二 | 7DX-1220 |
| 2 | 1983年 2月25日 | B面   | 不思議★テレパシー       | 斉藤祐子   | 下田仁     | 下田仁     | 7DX-1220 |
| 3 | 1983年 6月25日 | A面   | サマー・ラブ            | 都志見隆   | 都志見隆   | 坂本洋     | 7DX-1243 |
| 3 | 1983年 6月25日 | B面   | ミストラル (地中海微風) | 麻生香太郎 | 叶高       | 難波弘之   | 7DX-1243 |

### アルバム

#### オムニバス・アルバム
- テクノ歌謡コレクション ポリドール編 ハートブレイク太陽族（1999年5月25日／PCD-1488）
  - 「ハートブレイク太陽族」「TOKYOベイ・ブルース」収録。
- おしえてアイドル ポリドール編 VOL.2 恋はティニィ・ウィニィ（2000年10月25日／PCD-1367）
  - 「サマー・ラブ」収録。
- イエローマジック歌謡曲（2005年2月23日／MHCL-490〜2）
  - 「ハートブレイク太陽族」収録。
- 80's メモリアル・アイドル ファースト・キッス（2006年3月29日／UICZ-8002〜4）
  - 「ハートブレイク太陽族」収録。
- 春子の部屋〜あまちゃん 80's HITS〜 ソニーミュージック編（2013年8月28日／MHCL-2324）
  - 「ハートブレイク太陽族」収録。